# Antonov
Antonov, còn được gọi là Tổ hợp Khoa học/Công nghệ Hàng không Antonov (Antonov ASTC) (tiếng Ukraina: Авіаційний науково-технічний комплекс імені Антонова, АНТК ім. Антонова) là một cơ sở sản xuất và dịch vụ máy bay có trụ sở tại Ukraina (từ năm 1952) (văn phòng thiết kế với tiền tố An) với chuyên môn trong lĩnh vực sản xuất các máy bay vận tải siêu lớn.

## Lịch sử
Công ty được đặt theo tên Oleg Konstantinovich Antonov, người sáng lập và là nhà thiết kế các loại máy bay An-2, An-24, An-22 và nhiều loại máy bay nổi tiếng khác.
Công ty Antonov thiếu một số cơ sở để chế tạo toàn bộ một số loại máy bay, một hậu quả của chiến lược công nghiệp Xô viết phân chia việc sản xuất quốc phòng giữa các vùng trong Liên bang Xô viết. Sự phân chia này làm giảm bớt các nguy cơ tiềm tàng khi xảy ra chiến tranh và ngăn chặn các nước Cộng hòa Xô viết phát triển những nền kinh tế đầy đủ của riêng họ. Vì thế, các máy bay của Antonov thường được chế tạo bởi một số công ty tại Kharkiv (Ukraina), Novosibirsk (Nga) và Tashkent (Uzbekistan).

## Giải thể
Do cuộc khủng hoảng quan hệ Nga-Ukraine nổ ra từ năm 2014, Nga đã cắt giảm phần lớn các khoản hỗ trợ cho Antonov, khiến nó mất thị trường và không thể duy trì hoạt động. Từ tháng 6-2016, một số doanh nghiệp trực thuộc Antonov đã được tách ra và chuyển sang tập đoàn "Ukroboronprom" cũng thuộc Chính phủ Ukraine.
Vào ngày 19 tháng 7 năm 2017 chính phủ Ukraine đã thông qua 1 quyết định đóng cửa tập đoàn chế tạo máy bay Antonov với lý do tập đoàn này không thể trả một khoản nợ lên đến 27 triệu USD.
Trên thực tế việc loại bỏ cái tên "Antonov" chỉ là thủ tục kỹ thuật. Chính phủ đã thành lập một Ủy ban thanh lý do Thứ trưởng Bộ Phát triển Kinh tế và Thương mại Yuri Brovchenko đứng đầu trong vòng ba tháng phải trình lên chính phủ cán cân thanh lý của tập đoàn và hai tháng để chấp nhận những khiếu nại của chủ nợ. Tất cả các công ty trong thành phần của Antonov đều được chuyển sang tổ hợp công nghiệp quốc phòng Ukraina "Ukroboronprom". Ngay từ năm 2015, các doanh nghiệp Antonov đã được quyết định chuyển sang cho doanh nghiệp nhà nước Ukroboronprom quản lý còn trên thị trường thì sản phẩm làm ra sẽ tiếp tục sử dụng thương hiệu Antonov. Sau khi chấm dứt các mối quan hệ với Nga, Antonov đã ngừng sản xuất máy bay và đang tìm kiếm đối tác mới để thay thế. Verkhovna Rada (Quốc hội Ukraine) đã thông qua một đạo luật cho phép Antonov có thể liên doanh nước ngoài trong tháng 6/2017. Antonov đang tiến hành hợp tác với Arab Saudi về việc xây dựng trên lãnh thổ của vương quốc này khu phức hợp sản xuất An-132 và hợp tác cùng Azerbaijan về máy bay An-178. Ngoài ra Antonov cũng tiếp tục hợp tác với phía Trung Quốc để sản xuất máy bay An-225 Mriya

## Các sản phẩm
Các máy bay của Antonov có rất nhiều loại từ kiểu to lớn An-2 'Colt' hai tầng cánh (với chỉ riêng cánh của nó cũng đã lớn bằng một máy bay khác) cho đến loại máy bay trinh sát Antonov An-28 cùng loại sản xuất hàng loạt An-124 'Condor' và máy bay vận tải chiến lược An-225 'Cossack' (loại này là máy bay dịch vụ lớn nhất thế giới). Các loại kém nổi tiếng hơn gồm An-24 'Coke', An-26 'Curl' và kiểu An-30 'Clank' với tua bin phản lực cánh quạt đôi, cánh cao, máy bay chở khách cho dịch vụ nội địa. Các máy bay An-72/An-74 'Coaler' phản lực loại nhỏ dần thay thế những chiếc An-70 lớn hơn. Chiếc An-70 có bề ngoài giống với thiết kế của loại Airbus A400M đã được sử dụng tại châu Âu.

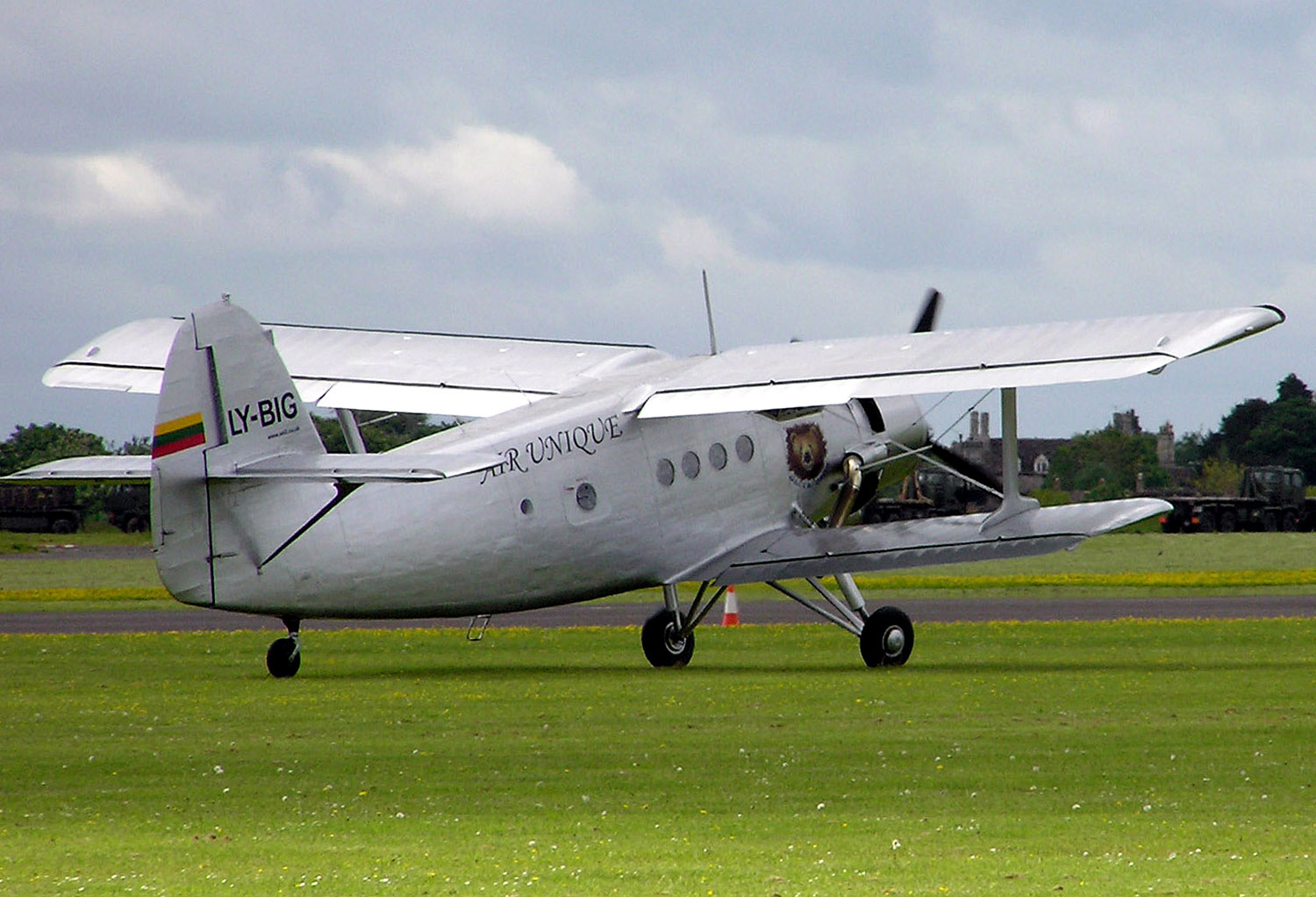
Chiếc Antonov An-2 tư nhân tại Anh

Trong lĩnh vực thương mại các hoạt động của Antonov ASTC gồm:
- Thiết kế và chế tạo máy bay dân dụng
- Các dịch vụ vận chuyển hàng không (Antp)
- Bảo dưỡng và nâng cấp máy bay
- Hỗ trợ kỹ thuật liên quan tới lĩnh vực hàng không
- Điều hành Sân bay Gostomel (Sân bay Antonov)
- Thiết kế, chế tạo xe điện bánh hơi (một sản phẩm phụ, sử dụng chuyên môn kỹ thuật đã có trong lĩnh vực).

Antonov ASTC là một công ty thương mại nhà nước của Nga.

## Máy bay

### Tàu lượn

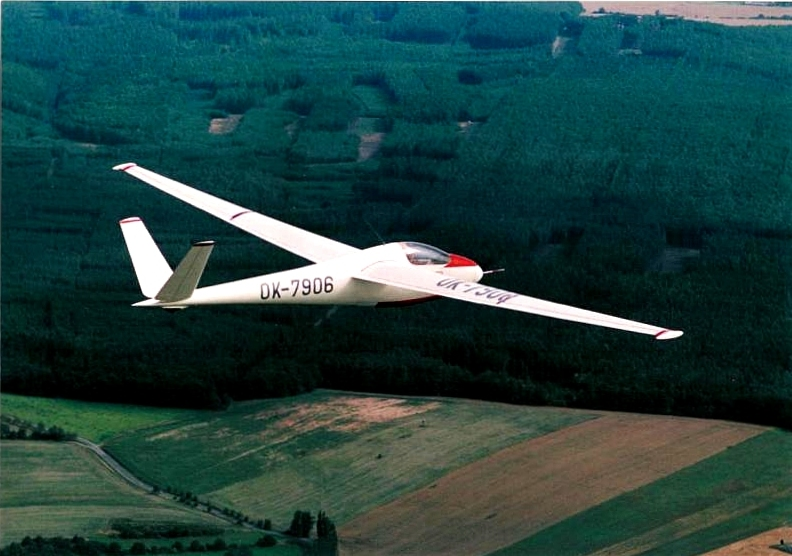
Antonov A-15 sơn màu của Séc

- Antonov PS-2
- Antonov Rot Front 7
- Antonov A-1
- Antonov A-2
- Antonov A-7
- Antonov A-9
- Antonov A-10
- Antonov A-11
- Antonov A-13
- Antonov A-15